# Alexander Brouwer
Alexander Brouwer (Leiden, 3 november 1989) is een Nederlands beachvolleybalspeler. Met Robert Meeuwsen werd hij in 2013 wereldkampioen en won hij in 2016 de bronzen medaille bij de Olympische Spelen.

## Carrière

### 2006 tot en met 2013
Brouwer nam in 2006 met Pelle Klein deel aan de wereldkampioenschappen onder 19 in Bermuda waar hij een negende plaats behaalde. Het jaar daarop werd hij bij dezelfde kampioenschappen in Mysłowice opnieuw negende, ditmaal met Christiaan Varenhorst. Met Varenhorst won hij in 2008 vervolgens de zilveren medaille bij de WK onder 21 in Brighton en een jaar later werden ze in Blackpool vijfde. In 2009 debuteerde het tweetal met drie wedstrijden bovendien in de FIVB World Tour. Het daaropvolgende jaar speelde Brouwer nog een wedstrijd met Varenhorst, waarna hij vijf toernooien met Emiel Boersma actief was. In 2011 vormde hij een duo met Robert Meeuwsen met wie hij tot op heden speelt. Ze namen deel aan negen toernooien in de World Tour met drie zeventiende plaatsen (Brasilia, Den Haag en Agadir) als beste resultaat. Bij de EK in Kristiansand bereikten ze de kwartfinale waar ze werden uitgeschakeld door het Duitse duo Jonathan Erdmann en Kay Matysik.
Het seizoen daarop kwam het duo bij de EK in Scheveningen opnieuw niet verder dan de kwartfinale; het Poolse tweetal Michał Kądzioła en Jakub Szałankiewicz was deze keer te sterk. In de World Tour speelden ze negen wedstrijden met twee negende plaatsen in Gstaad en Klagenfurt als beste resultaat. In 2013 namen ze in aanloop naar de WK in Stare Jabłonki deel aan vijf FIVB-toernooien, waarbij ze eenmaal als vijfde (Fuzhou) en viermaal als negende (Shanghai, Corrientes, Den Haag en Rome) eindigden. In Stare Jabłonki bereikten het duo de finale door in de zestiende finale onder meer hun landgenoten Reinder Nummerdor en Richard Schuil te hebben verslagen. De finale werd in twee sets gewonnen van het Braziliaanse duo Ricardo Santos en Álvaro Morais Filho waardoor Brouwer en Meeuwsen wereldkampioen werden. Na afloop van de WK behaalden ze bij vijf toernooien in de World Tour een tweede (Xiamen), een vierde (Gstaad) en een vijfde plaats (Berlijn). Bij de EK in Klagenfurt eindigde het duo als negende. Aan het eind van het jaar werden Brouwer en Meeuwsen verkozen tot Nederlandse sportploeg van het jaar.

### 2014 tot en met 2016
In 2014 speelden Brouwer en Meeuwsen negen wedstrijden in de World Tour met een vijfde plaats in Long Beach als beste resultaat. Met Michiel van Dorsten nam hij daarnaast deel aan twee toernooien met een vijfde plaats in Fuzhou en een negende plaats in Shanghai. Het jaar daarop wonnen ze in aanloop naar de WK in eigen land in Poreč en werden ze tweede in Fuzhou en Luzern. Daarnaast eindigden ze in Moskou en Stavanger respectievelijk als vijfde en negende. In Nederland gingen Brouwer en Meeuwsen als groepswinnaar zonder setverlies door naar de zestiende finale waar ze verloren van het Braziliaanse duo Álvaro Filho en Vitor Filipe. Na afloop van de WK behaalden ze bij vier World Tour-toernooien een derde plaats in Gstaad en een vierde plaats Long Beach. Bij de EK in Klagenfurt eindigde het duo als vierde achter Nummerdor en Varenhorst. Ze sloten het seizoen 2015 af met een vierde plaats bij de World Tour Finals in Fort Lauderdale. In oktober werden ze in het nieuwe seizoen nog tweede in Puerto Vallarta.
Brouwer en Meeuwsen begonnen 2016 met twee derde plaatsen in Rio de Janeiro en Vitória. Daarna volgden twee vijfde plaatsen in Antalya en Moskou, voordat ze bij de EK in Biel/Bienne wederom als vierde eindigden achter het Poolse duo Grzegorz Fijałek en Mariusz Prudel. In Hamburg behaalde het tweetal vervolgens een twee plaats en in Poreč en Gstaad werden ze negende. Na een vijfde plaats in Klagenfurt nam het duo in Rio de Janeiro deel aan de Olympische Spelen. Brouwer en Meeuwsen gingen als groepswinnaar door en wonnen onder meer de kwartfinale van Nummerdor en Varenhorst, maar verloren in de halve finale van regerend wereldkampioenen Alison Cerutti en Bruno Oscar Schmidt. In de troostfinale waren ze vervolgens in twee sets te sterk voor het Russische duo Vjatsjeslav Krasilnikov en Konstantin Semjonov en wonnen ze de bronzen medaille. Na afloop van de Spelen eindigden Brouwer en Meeuwsen als negende bij de World Tour Finals in Toronto.

### 2017 tot en met 2019

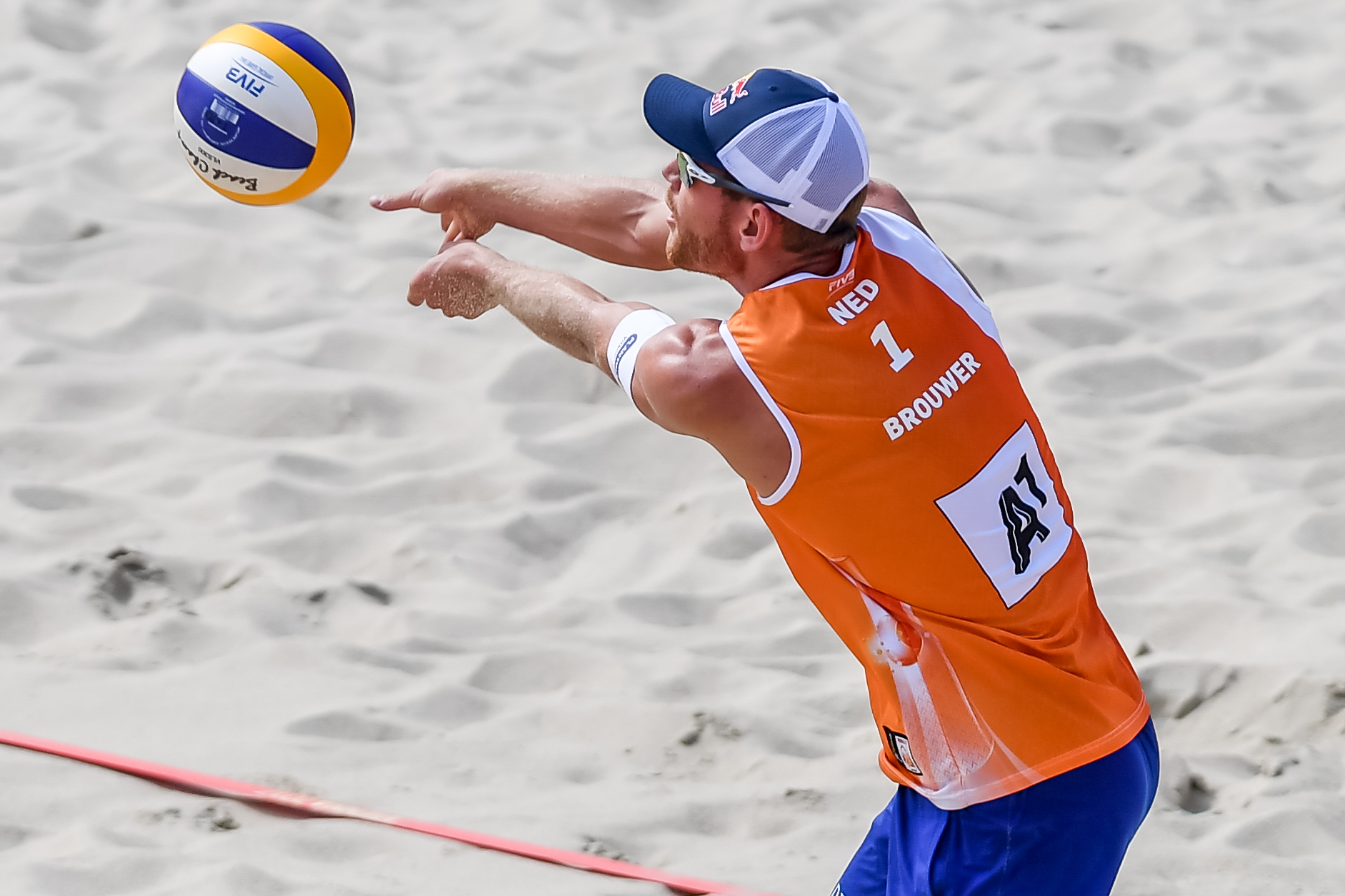
Brouwer in actie bij de WK in Wenen (2017)

Het jaar daarop namen ze deel aan vijf reguliere toernooien in de World Tour met een overwinning in Xiamen als beste resultaat. Daarnaast werd het duo tweemaal vijfde (Rio de Janeiro en Den Haag) en tweemaal negende (Moskou en Poreč). Bij de WK in Wenen werden Brouwer en Meeuwsen in de zestiende finale uitgeschakeld door de Oostenrijkers Clemens Doppler en Alexander Horst. In Jūrmala won het tweetal de bronzen medaille bij de EK ten koste van de Belgen Dries Koekelkoren en Tom van Walle. In het seizoen 2018 deden Brouwer en Meeuwsen mee aan elf reguliere toernooien in de World Tour. Ze behaalden twee overwinningen (Doha en Aalsmeer), een derde plaats (Den Haag), twee vierde plaatsen (Warschau en Wenen) en vier vijfde plaatsen (Fort Lauderdale, Itapema, Ostrava en Gstaad). In eigen land kwamen ze bij de EK niet verder dan de kwartfinale die ze verloren van het Letse duo duo Jānis Šmēdiņš en Aleksandrs Samoilovs. Daarnaast werden ze bij de AVP Tour in Waikiki tweede. Ze sloten het seizoen af met een zevende plaats bij de World Tour Finals in Hamburg.
In oktober namen Brouwer en Meeuwsen in Las Vegas bovendien deel aan een toernooi van het seizoen 2019. In het vervolg van het seizoen volgden in vijf wedstrijden onder meer een vierde plaats in Den Haag en een vijfde plaats in Doha. Bij de WK in Hamburg werd het duo uitgeschakeld in de zestiende finale door het Duitse tweetal Julius Thole en Clemens Wickler. Vervolgens eindigden Brouwer en Meeuwsen zowel in Gstaad (tweede) en Tokio (derde) op het podium. In Wenen behaalden ze de negende plaats, bij de EK in Moskou en het aansluitende World Tour-toernooi aldaar eindigden ze als vijfde en bij de Finals in Rome werden ze negende. Met Christiaan Varenhorst werd Brouwer daarnaast in Scheveningen nationaal kampioen ten koste van Stefan Boermans en Dirk Boehlé.

### 2020 tot heden

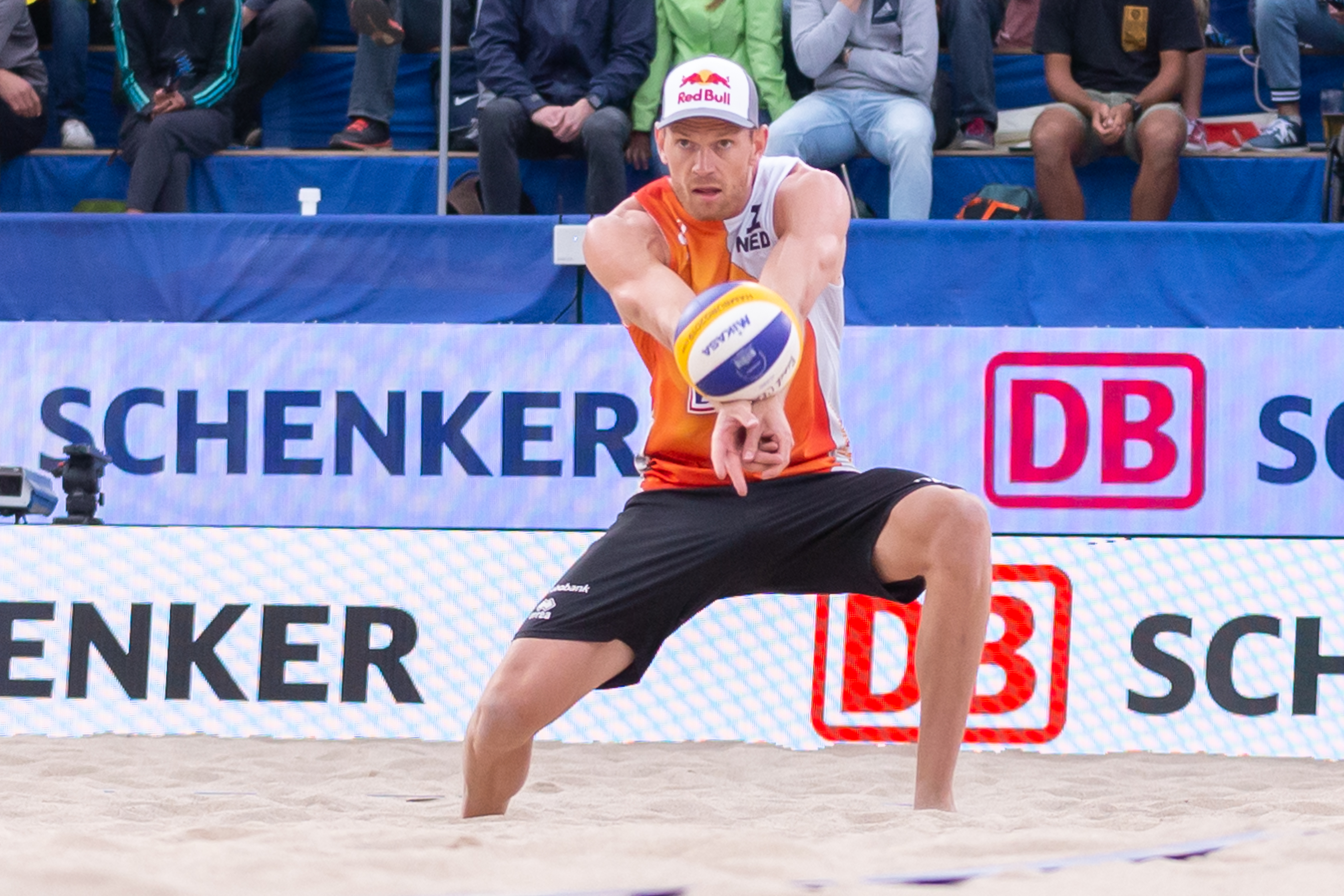
Brouwer in actie tijdens de WK in Hamburg (2019)

Na afloop van de Finals eindigden Brouwer en Meeuwsen als derde bij het olympische kwalificatietoernooi in Haiyang. In het seizoen 2020 van de FIVB World Tour speelden ze twee wedstrijden; in Chetumal werden ze tweede en in Doha negende. Bij de EK in Jūrmala kwamen ze tegen de Oostenrijkers Alexander Huber en Christoph Dressler niet verder dan de zestiende finale en bij de NK wonnen ze brons. In 2021 namen ze in aanloop naar de Spelen deel aan zeven internationale toernooien met een overwinning in Ostrava als beste resultaat. Bij het olympisch beachvolleybaltoernooi in Tokio werden Brouwer en Meeuwsen in de achtste finale uitgeschakeld door de latere kampioenen Anders Mol en Christian Sørum uit Noorwegen. Twee weken later eindigden ze bij de EK in Wenen als vierde, nadat ze de halve en troostfinale verloren hadden van respectievelijk Mol en Sørum en het Poolse duo Piotr Kantor en Bartosz Łosiak.

## Palmares
Kampioenschappen
- 2008:  WK U21
- 2013:  WK
- 2016:  OS
- 2017:  EK
- 2019:  NK
- 2020:  NK
- 2021: 9e OS

FIVB World Tour
- 2013:  Xiamen Open
- 2015:  Fuzhou Open
- 2015:  Luzern Open
- 2015:  Poreč Major

- 2015:  Gstaad Major
- 2015:  Puerto Vallarta Open
- 2016:  Grand Slam Rio de Janeiro
- 2016:  Vitória Open
- 2016:  Hamburg Major
- 2017:  3* Xiamen
- 2018:  4* Den Haag
- 2018:  4* Doha
- 2018:  1* Aalsmeer
- 2019:  5* Gstaad
- 2019:  4* Tokio
- 2019:  4* Chetumal
- 2021:  4* Ostrava